# Mahalia Jackson
Mahalia Jackson (New Orleans, Louisiana, 26. listopada 1911. - Evergreen Park, Illinois, 27. siječnja 1972.), američka afroamerička gospel pjevačica, smatrana najboljom u povijesti tog žanra.
Pjevati je počela u baptističkoj crkvi. Godine 1927. seli se u Chicago, gdje nastupa sa skupinom The Johnson Brothers, prvom profesionalnom grupom koja je pjevala gospel. Nakon što se ta grupa raspala sredinom 1930-ih, počinje samostalnu karijeru potpisavši za izdavačku kuću Decca 1937. godine. Najveći uspjeh postigla je nakon Drugog svjetskog rata. Radila je s još dvije kuće (1948. i 1954.). Priznata prvo u domovini, a onda i u svijetu, primila je niz priznanja u Europi. Pjesma "Mogu vjerovati u Isusa" osvojila je nagradu Francuske akademije, a "Tiha noć" postala je jedna od najprodavanijih ploča u povijesti Norveške.
Karijeru je završila 1971. godine, a prije smrti primila je nagradu Grammy za životno djelo. Umrla je 1972. u 59. godini od zatajenja srca i dijabetesa.
Njeno ime bilo je korišteno za lanac brze hrane, kao konkurencija Kentucky Fried Chickenu, no lanac je propao zbog prijevara i nezakonitog poslovanja. Ipak, istraga je utvrdila da ona nije ni znala za te malverzacije niti je u njima aktivno sudjelovala.

## Vanjske poveznice
- Osmrtnica u New York Timesu (engl.)
- Mahalia Jackson at Find-A-Grave
- Mahalia Jackson u internetskoj bazi filmova IMDb-u (engl.)